# Бернате-Тичино
Бернате-Тичино (итал. Bernate Ticino) — коммуна в Италии, в провинции Милан области Ломбардия.
Население составляет 2939 человек, плотность населения составляет 245 чел./км². Занимает площадь 12 км². Почтовый индекс — 20010. Телефонный код — 02.
Покровителем коммуны почитается святой Георгий, празднование в первую субботу сентября.